# Ixodes rugosus
Ixodes rugosus este o specie de căpușe din genul Ixodes, familia Ixodidae, descrisă de Bishopp în anul 1911. Conform Catalogue of Life specia Ixodes rugosus nu are subspecii cunoscute.